# Avenida Bolívar (Ciudad de Guatemala)
La Avenida Bolívar es una de las avenidas más importantes de la ciudad de Guatemala, Guatemala. Comienza en el Boulevard Liberación y termina en la Cuarta Avenida. Su nombre es en honor a Simón Bolívar, uno de los libertadores más importantes de América Latina.

## Historia
Tradicionalmente ha sido de las más importantes vías de la ciudad porque desde que se trasladó la capital al Valle de la Asunción, debido a las características geográficas del área, solamente se tenía acceso por dos importantes entradas, una por el río Las Vacas y otra por el Guarda Viejo en el lado sur de la ciudad, que es el punto del cual parte la Avenida Bolívar.
Esta era llamada La Calle Real del Guarda y siempre tuvo como características que es completamente plana y que además, no es recta, sus curvas se deben a que por el lado Este existe una colina que es hoy la zona 8 de la capital, y por el lado Oeste, las hondonadas que terminan en el barranco de la zona 3 y que fue convertido en el basurero de la capital y sus municipios.
Según palabras de los pobladores más viejos del sector, «Este camino fue formado por un patacho de mulas», por ser la entrada a la antigua ciudad, todos los mercaderes que traían sus productos para la venta los días de mercado, se transportaban por este camino en carretas tiradas por bueyes, o traían su carga a lomo de mula. Con el desarrollo y crecimiento de la ciudad, La Calle Real se fue poblando de manera que surgieron construcciones a cada lado sin modificar la forma que naturalmente le dio vida. Con árboles de Matilisguate a cada lado que florecian para cada Semana Santa, era un bello espectáculo que daba la bienvenida a quienes entraban al llamado Centro de la ciudad.
Hoy, esta avenida sirve de vía de comunicación de la ciudad hacia las carreteras que llevan a la costa sur, el "progreso" terminó con los viejos árboles que fueron sustituidos por vallas publicitarias, se ha convertido en un importante sector comercial, especialmente de muebles y por ella transita el Transmetro.
- Datos: Q5713392